# Мочле
Мочле (словен. Močle) — поселення в общині Шмарє-при-Єлшах, Савинський регіон, Словенія. 
Висота над рівнем моря: 343,4 м.